# ジェット・テスト・アンド・トランスポート
ジェット・テスト・アンド・トランスポート（英語: Jet Test and Transport）は、アメリカ合衆国ニュージャージー州チェリーヒルに本拠地を置く航空会社。航空機は保有せず、依頼を受けて様々な航空機のテストフライトや回送（フェリーフライト）、乗務員の派遣などを手掛けている。
バミューダの航空運送事業許可を取得して運航している。

## 運航可能な機種
公式サイトより。
- ボーイング717
- ボーイング727
- ボーイング737
- ボーイング747
- ボーイング757
- ボーイング767
- ボーイング777
- ボーイング787
- エアバスA300
- エアバスA310
- エアバスA320
- エアバスA330
- エアバスA340
- エアバスA350
- マクドネル・ダグラス DC-9（MD-80）
- マクドネル・ダグラス DC-10（MD-11）
- デ・ハビランド・カナダ DHC-8
- ATR42/ATR72
- エンブラエル ERJ 145
- エンブラエル ERJ 170
- エンブラエル ERJ 190
- ボンバルディア CRJ
- フォッカー 50
- フォッカー 70
- フォッカー 100
- ロッキード L-100 ハーキュリーズ（L-382）